# Gorski Senoveț, Veliko Tărnovo
Gorski Senoveț (în bulgară Горски Сеновец) este un sat în comuna Strajița, regiunea Veliko Tărnovo,  Bulgaria. 

## Demografie
Componența etnică a satului Gorski Senoveț
     Turci (5,76%)
     Nicio identificare (26,53%)
     Bulgari (67,69%)
     Romi (0%)
La recensământul din 2011, populația satului Gorski Senoveț era de 260 locuitori. Din punct de vedere etnic, majoritatea locuitorilor (67,69%) erau bulgari, cu o minoritate de turci (5,76%). Pentru 26,53% din locuitori nu este cunoscută apartenența etnică.